# Meir ben Isaak
Meir ben Isaak (geboren: Mitte 11. Jahrhundert; verstorben vor 1096) (auch: Schliach Sibbur) war Chasan (Kantor) / „Vorbeter“ der Jüdischen Gemeinde Worms. Bekannt wurde er als Dichter von Pijjutim.

## Familie
Die Kenntnisse zu seiner Person und seinen Leistungen im Einzelnen sind aufgrund der Quellenlage begrenzt, über seine Familie ist wenig bekannt. Er selbst erwähnt lediglich in einem Text, dass der Name seines Großvaters väterlicherseits „Samuel“ gelautet habe. Meir ben Isaak war verheiratet und hatte zwei Söhne, Isaak und Jakob. Isaak wurde während der Judenverfolgungen zur Zeit des Ersten Kreuzzugs 1096 ermordet. In der Literatur wird auch behauptet, dass die Frau von Meir ben Isaak ebenfalls in diesem Pogrom ermordet wurde, dafür gibt es aber keine Belege.
Bekannt ist, dass Raschi und Meir ben Isaak sich um 1060 während des Studiums von Raschi in Worms kennen lernten. Raschi lobte die Kenntnisse von Meir ben Isaak in seinem Werk.
Im Memorialgebet der Wormser Gemeinde wurde er jahrhundertelang mit der Formel „er öffnete die Augen Israels mit seinen Pijjutim“ genannt.

## Wirken
Meir ben Isaak gilt als Autorität auf dem Gebiet der gottesdienstlichen Liturgie und der Pijjutim. Ihm wird die Einführung liturgischer Besonderheiten zugeschrieben, die sich durch Übernahme in benachbarten Gemeinden im Rheinischen Judentum verbreiteten. Liturgisches bildet den Hauptteil der von seinen Arbeiten erhaltenen Überlieferung, auch weil die Texte jahrhundertelang im Gottesdienst deutscher Gemeinden verwendet wurden.
48 Pijjutim werden ihm zugeschrieben, 44 davon können ihm sicher zugewiesen werden, acht davon sind in Aramäisch verfasst, alle anderen in Hebräisch. Er hinterließ eine Reihe von Dichtungen, Hochzeits- und Klageliedern und war als Dichter im gesamten Mittelalter populär.
Meir ben Isaak war auch als Bibelexeget tätig. Davon gibt es allerdings nur indirekte Zeugnisse durch andere Autoren, die ihn zitieren. Zu diesen zählt Raschi. Arbeiten zu Rechtstexten sind von ihm nicht überliefert, was aber nicht ausschließt, dass er sich auch damit befasst hat.